# Pérenchies
Pérenchies ist eine französische Stadt mit 8487 Einwohnern (Stand 1. Januar 2022) im Arrondissement Lille, im Département Nord und in der Region Hauts-de-France.

## Geografie
Die Stadt Pérenchies liegt sechs Kilometer nordwestlich von Lille und vier Kilometer südöstlich der Grenze zu Belgien.

## Geschichte
Der Ort wurde erstmals 1101 urkundlich erwähnt. Wahrscheinlich bestand Jahrhunderte vorher bereits eine keltische Siedlung.
Die Gemeinde lebte hauptsächlich von der Agrarwirtschaft, bis 1836 mit einer großen Textilfabrik die Industrialisierung begann.
Im Ersten Weltkrieg wurde der Ort bereits im Oktober 1914 von deutschen Truppen besetzt, die hier ein Basislager für die nur zwei Kilometer entfernte Frontlinie einrichteten. Erst im Oktober 1918 wurde Pérenchies befreit.
Seit den 1920er Jahren stellt die Firma Demeyere Möbel in Pérenchies her.

## Bevölkerungsentwicklung
| Jahr                       | 1962 | 1968 | 1975 | 1982 | 1990 | 1999 | 2006 | 2012 | 2020 |
| Einwohner                  | 5050 | 5570 | 6858 | 6926 | 7186 | 7369 | 7783 | 8289 | 8584 |
| Quellen: Cassini und INSEE |      |      |      |      |      |      |      |      |      |

## Sehenswürdigkeiten

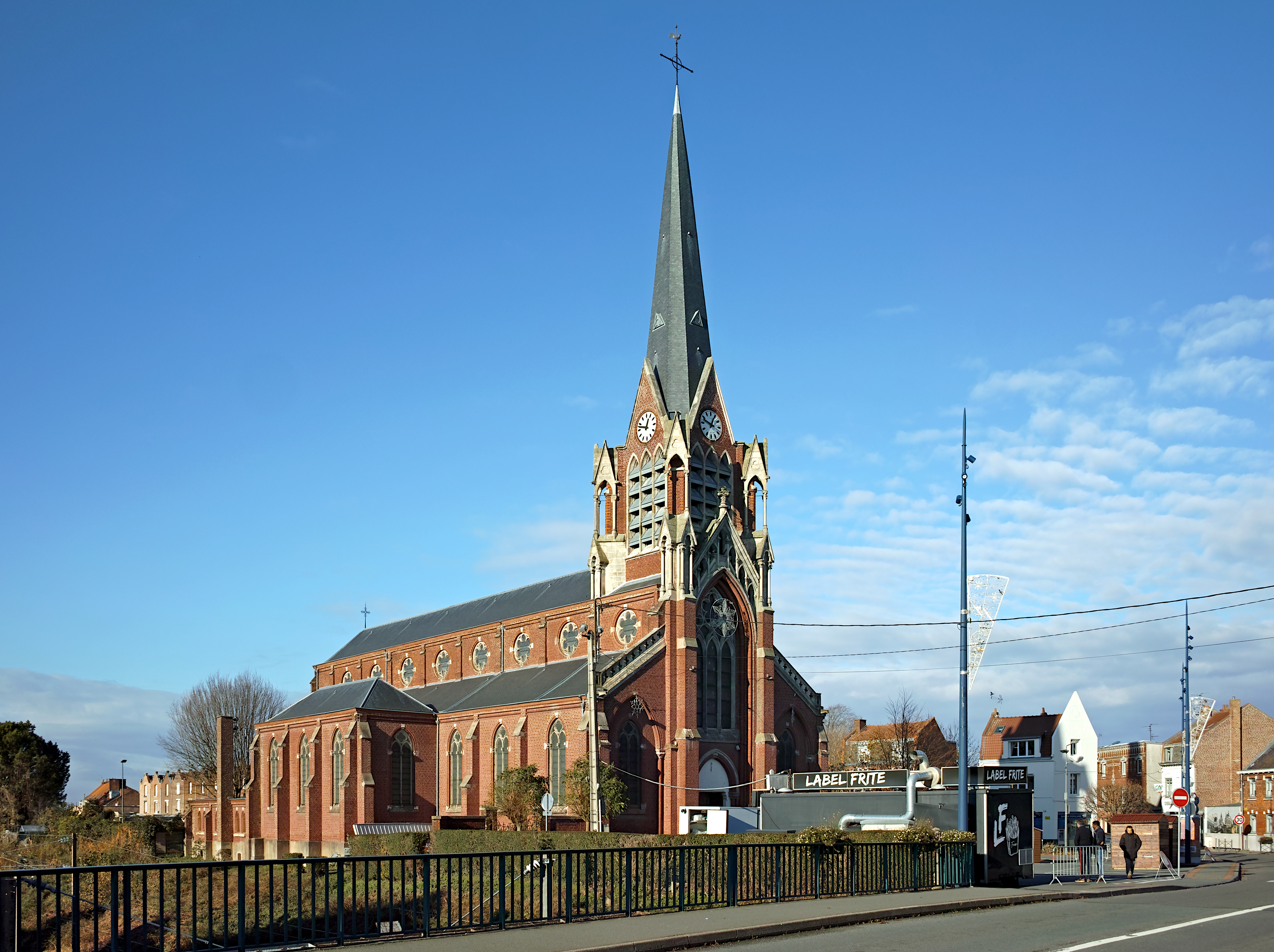
Kirche Saint-Léger
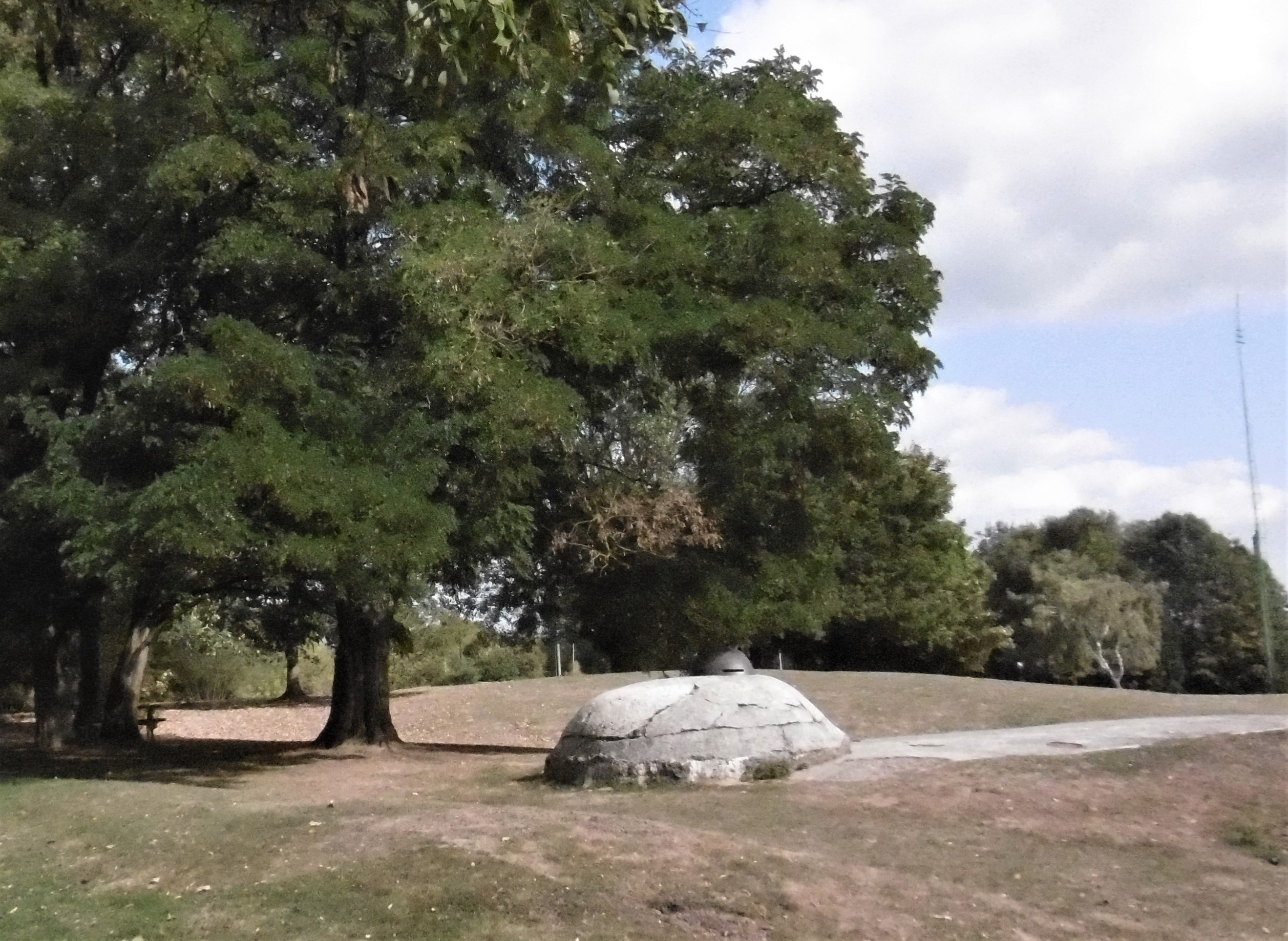
Kasematte des Forts Pérenchies
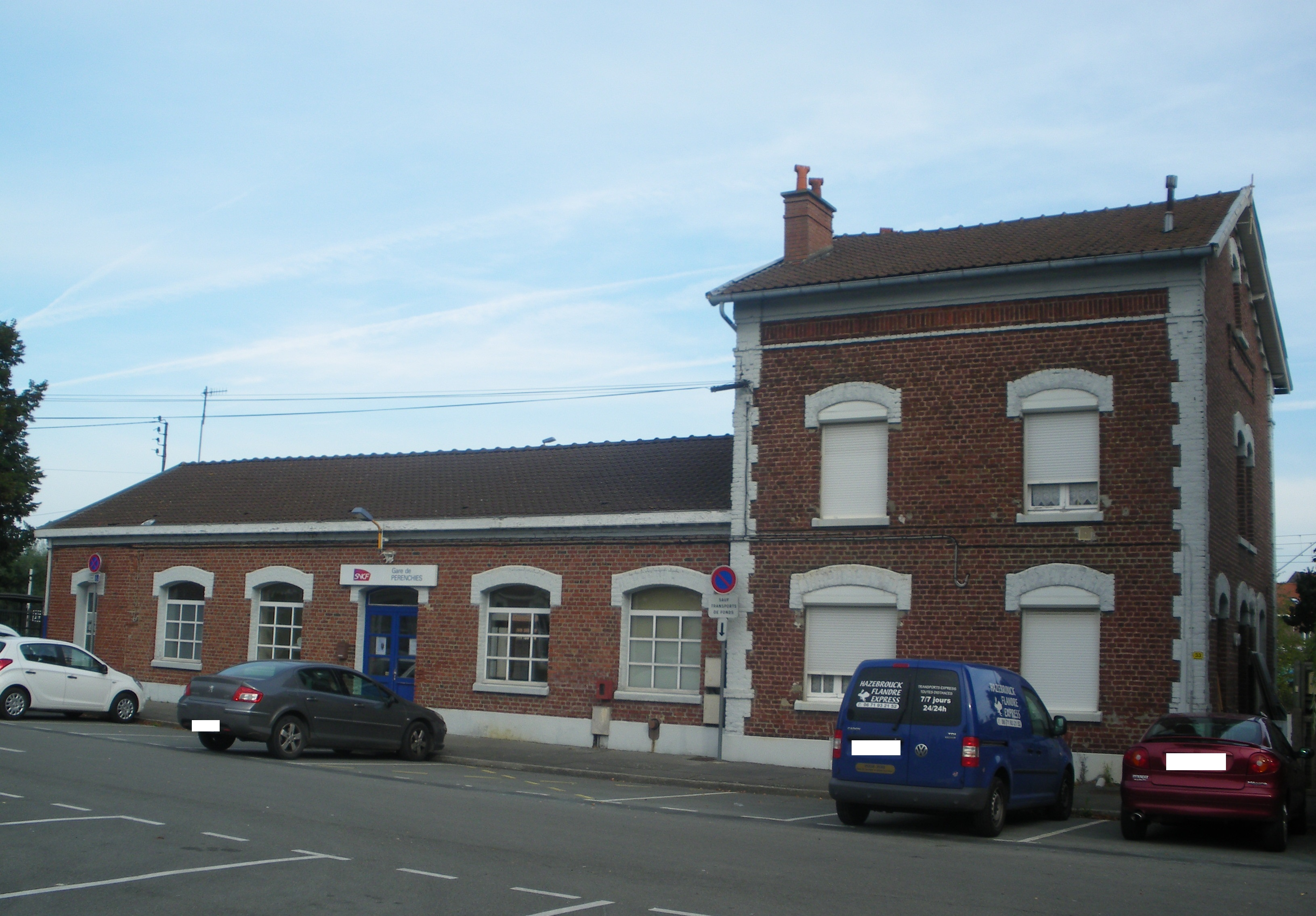
Fort Pérenchies

- Kirche Saint-Léger
- Kasematte des Forts Pérenchies
- Bahnhof Pérenchies

## Städtepartnerschaften
- Overath in Deutschland, seit 1973
- Pietralunga in der italienischen Provinz Perugia, seit 1998